# Gömbös Ferenc
Gömbös Ferenc (Devecser, 1944. május 10.  – Sárvár, 2003. július 17.) fogorvos, politikus, Jánosháza polgármestere (1998–2003).

## Élete
Gömbös a Budapesti Orvostudományi Egyetemen fogorvosként végzett (ma: Semmelweis Egyetem). 1967 óta lakik Jánosházán. 1990-ben az első demokratikus parlamenti választás során a vas megyei negyedik választókerület (Sárvár) parlamenti képviselőjévé választották. 1993. június 15-én tagja lett az Emberi Jogi, Kisebbségi és Vallási Ügyek Bizottságának. 1994 és 1998 között a Vas megyei közgyűlésben is dolgozott, ahol az Egészségügyi Bizottságban tevékenykedett. 1992 és 1997 között az MDF Vas Megyei Igazgatóságának elnöke volt. 1997-ben kilépett az MDF-ből és belépett a Magyar Demokratikus Néppártba (MDNP). 2002-ig a párt elnöke volt.
Gömböst 1998-ban Jánosháza polgármesterének választották. Irányítása alatt valósult meg szennyvízcsatornák építése, az utak felújítása és a közvilágítás korszerűsítése is. 2003. július 17-én autóbalesetben halt meg.

## Fordítás
- Ez a szócikk részben vagy egészben  a   Ferenc Gömbös című angol Wikipédia-szócikk fordításán alapul.  Az eredeti cikk szerkesztőit annak laptörténete sorolja fel. Ez a jelzés csupán a megfogalmazás eredetét és a szerzői jogokat jelzi, nem szolgál a cikkben szereplő információk forrásmegjelöléseként.